# Feringa Building
De Feringa Building is een gebouw in aanbouw op het Zernikecomplex in Groningen, vernoemd naar Ben Feringa. De bouw begon in de zomer van 2019. De eerste fase van de bouw zal in medio 2023 afgerond zijn, waarna in 2025 het volledige gebouw in gebruik genomen zal worden. De locatie gaat de natuur- en scheikunde-opleidingen van de Rijksuniversiteit Groningen huisvesten. Die opleidingen zijn nu nog gevestigd in het naastgelegen Nijenborgh 4 gebouw, dat na voltooiing van het Feringa Building afgebroken zal worden.

## Ontwerp
Het gebouw, ontworpen door Ector Hoogstad Architecten, bestaat uit vijf verdiepingen. Vanaf bovenaf gezien bestaat het complex uit drie V-vormige vleugels. Het gebouw is naar verluidt aardbevingsbestendig gemaakt. In het gebouw zijn onder andere kantoorruimtes, collegezalen en laboratoria te vinden. Er is plek voor 1400 studenten en 850 medewerkers.
Na voltooiing zal de locatie het grootste gebouw op het Zernikecomplex zijn.

## Bouw
De meest noordelijke vleugel van het gebouw kan pas voltooid worden na de afbraak van de Nijenborgh locatie. Hierdoor zal het gebouw niet in een keer opgeleverd worden, maar zal de verhuizing van de faciliteiten in twee fases gebeuren. In medio 2023 vindt de eerste verhuizing plaats, waarna de Nijenborgh locatie afgebroken kan worden. Vervolgens zal de noordelijke vleugel gerealiseerd worden. Naar verwachting kan in 2025 het gehele complex in gebruik genomen worden.
In 2022 werd bekendgemaakt dat de bouw vertraging had opgelopen. Oorspronkelijk zou de eerste fase in 2022 afgerond zijn, en de tweede in 2023. Door de coronacrisis en leveringsproblemen van bouwmaterialen bleek dat niet haalbaar.

## Galerij

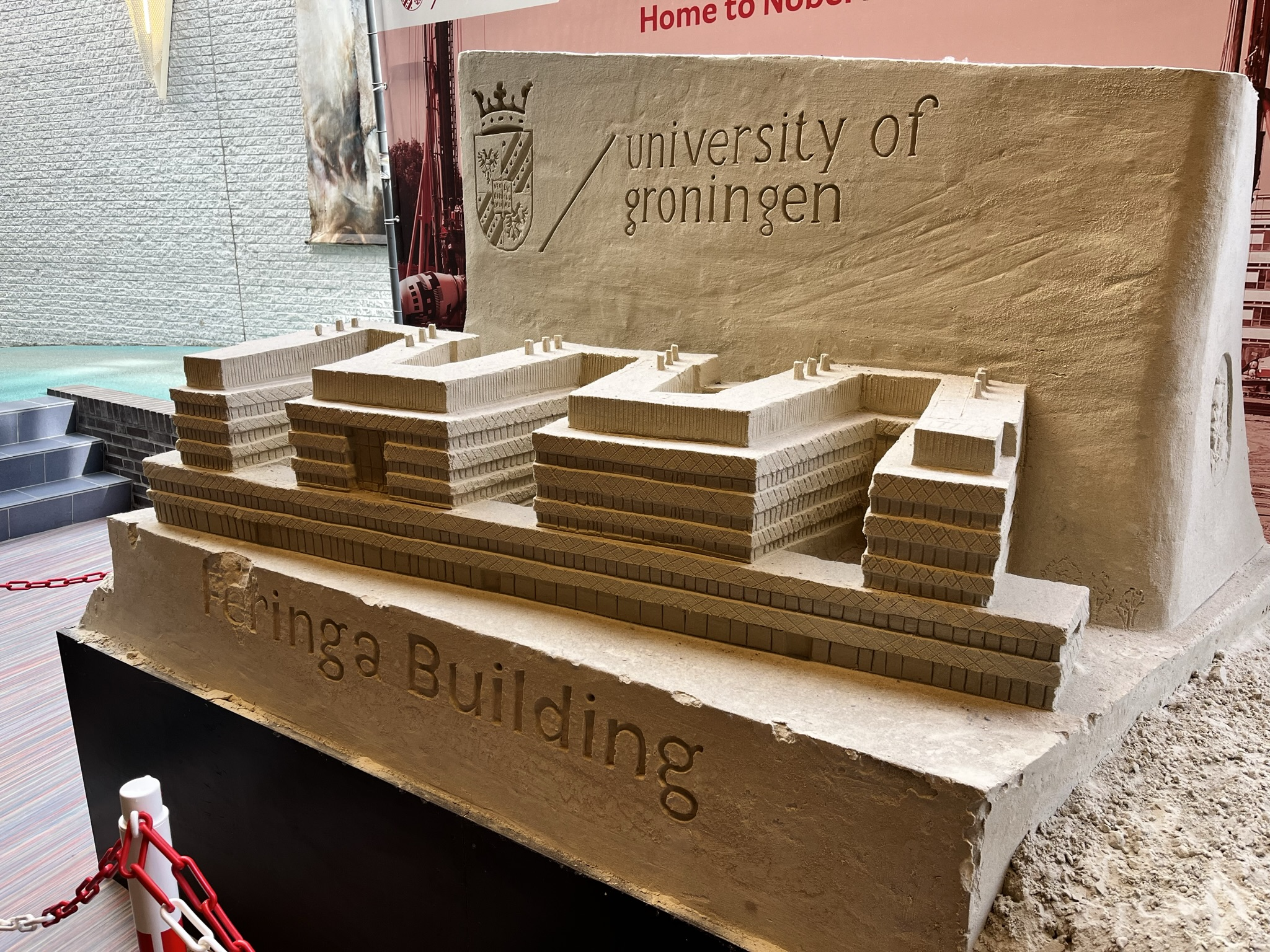
Een zandsculptuur van het gebouw
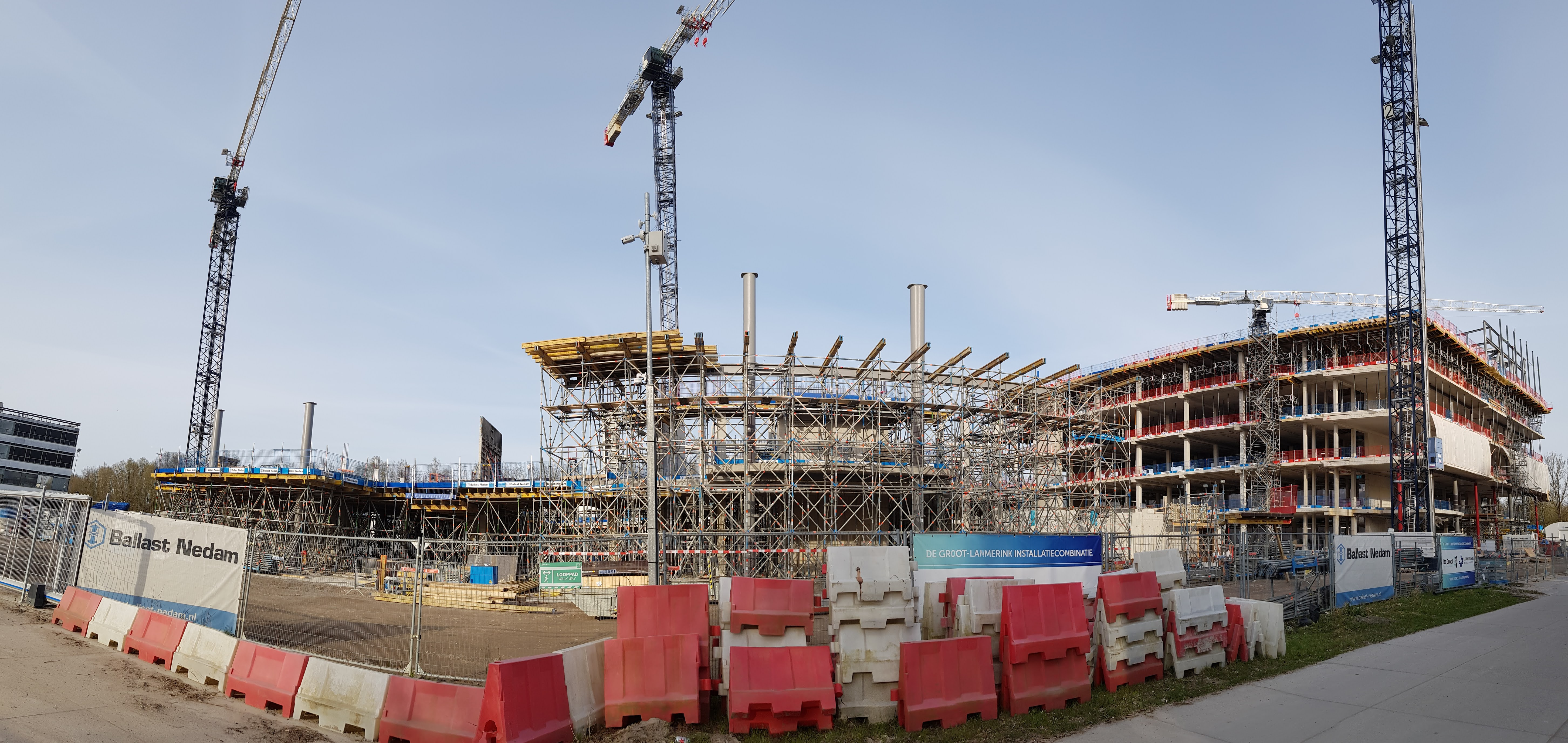
Panoramafoto van de bouwplaats (april 2021)
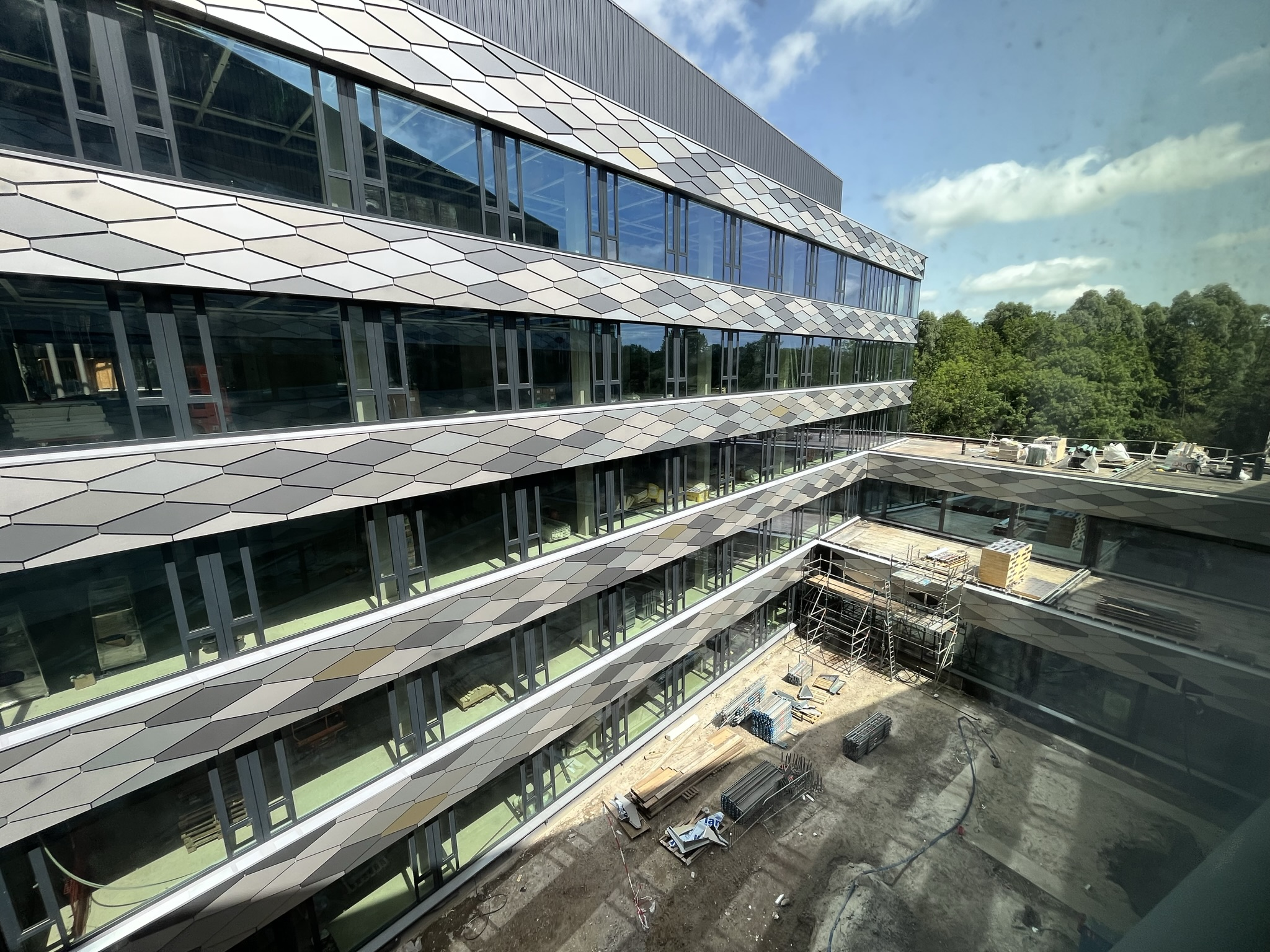
Vleugel en binnenplaats in aanbouw (juni 2022)
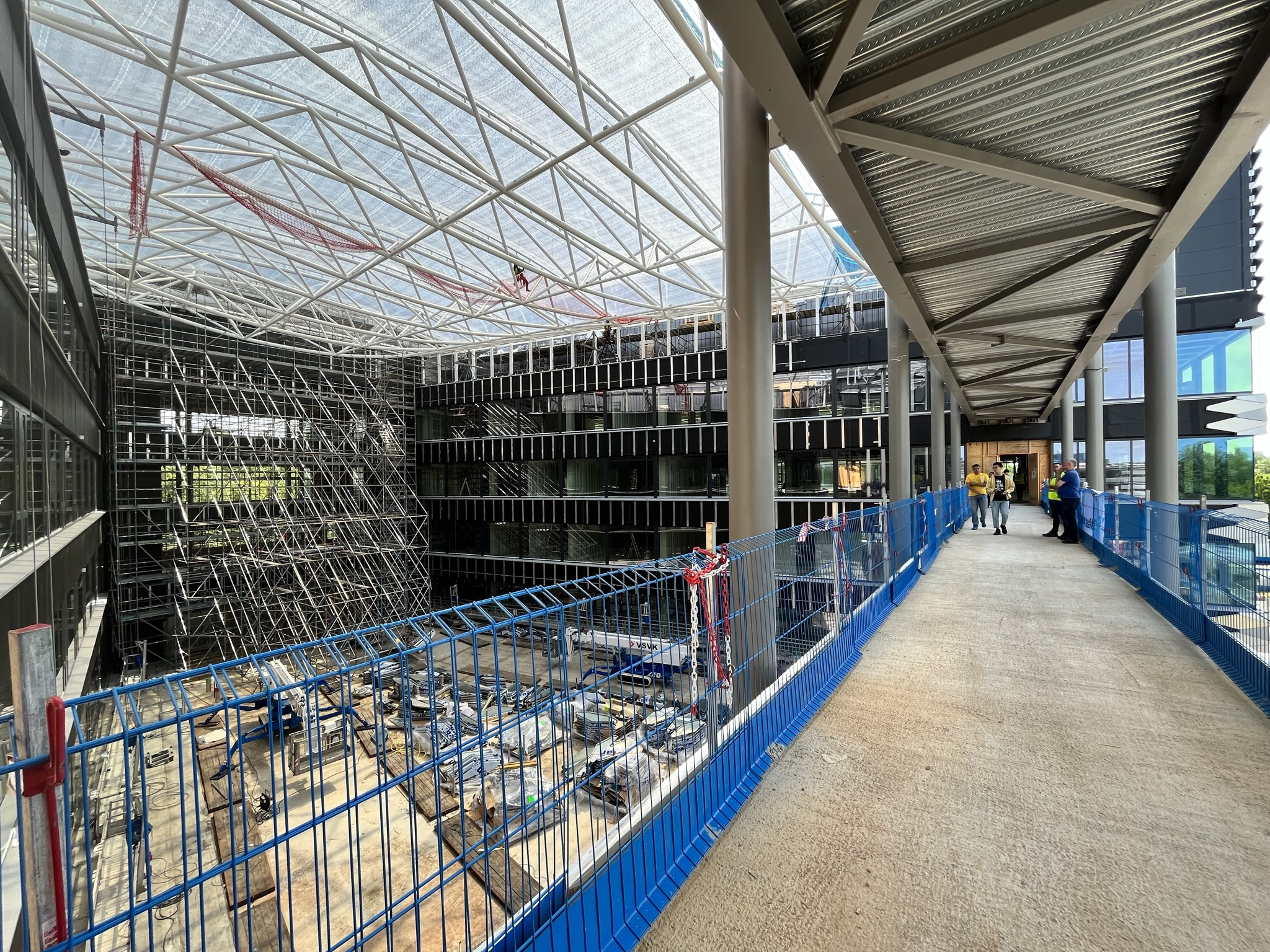
Vide in aanbouw (juni 2022)
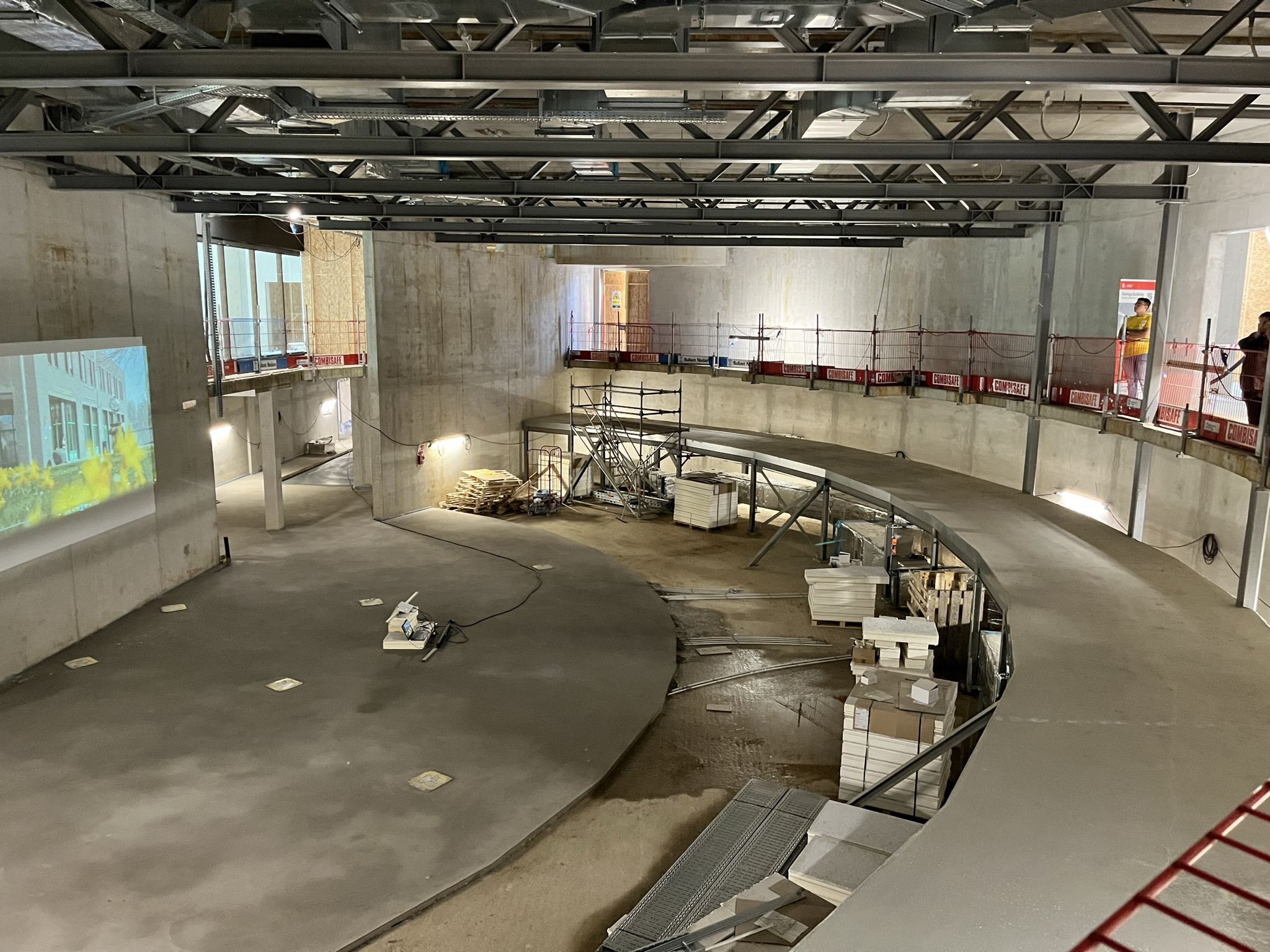
Collegezaal in aanbouw (juni 2022)